# Jean Sarrailh
Jean Sarrailh, né le 14 octobre 1891 à Monein (Basses-Pyrénées) et mort le 29 février 1964 à Bayonne, est un historien français, spécialiste de l'histoire et de la culture hispaniques aux XVIIIe et XIXe siècles.

## Biographie
Il entre à l'École normale supérieure de Saint-Cloud, puis devient agrégé d'espagnol en 1919 et docteur ès lettres en 1930. Il a notamment séjourné un an à l'École des Hautes Études Hispaniques en 1924-1925 à Madrid. Il est recteur de l'Académie de Paris et président du conseil de l'université de Paris de 1947 à 1961. Il est le fondateur, avec Paul Rivet, de l'Institut des hautes études d'Amérique latine en 1954 et de la Société des hispanistes français en 1962. 
Il préside de 1950 à 1955 l'Association internationale des universités. Il avait participé à la vie de l'Unesco depuis les débuts de cette organisation, ayant fait partie de la délégation française à la Conférence internationale de Mexico (1947) ; il préside la Commission française de l'Unesco après la mort de Gaston Berger (1960). 
Il est élu membre de l'Académie des sciences morales et politiques en 1955.

## Principales publications
- Prosateurs espagnols contemporains (1927)
- Un homme d'État espagnol : Martinez de La Rosa (1787-1862) (1930)
- La Contre-Révolution sous la régence de Madrid (1930)
- Enquêtes romantiques : France-Espagne (1933)
- L'Espagne éclairée de la deuxième moitié du XVIIIe siècle  (1954)

## Distinctions
- Grand officier de la Légion d'honneur

## Hommages
Des équipements portent son nom, notamment :
- le siège du Centre régional des œuvres universitaires et scolaires (CROUS) de Paris nommé centre Jean-Sarrailh au 31 avenue Georges-Bernanos (avec le centre sportif universitaire Jean-Sarrailh)
- le collège Jean-Sarrailh, situé dans sa ville natale, Monein
- la clinique médicale et pédagogique Jean-Sarrailh de la Fondation Santé des étudiants de France à Aire-sur-l'Adour
- l'école Jean-Sarrailh, situé à  Pau, ainsi que le club d'échecs du même nom.
- le boulevard Recteur Jean-Sarrailh à Pau.